# 平和列車
平和列車（へいわれっしゃ、朝: 평화열차）、通称DMZ-trainは、かつて韓国鉄道公社（KORAIL）が運行していた観光列車である。DMZとは「非武装地帯」を意味する Demilitarized zone の略称で、列車の行き先が軍事境界線近傍であることにちなんだものであった。
後述の事情により、2019年から全列車が運休となっていたが、その後運行再開することなく廃止となった。

## 概要
車両はムグンファ号用の韓国鉄道9501系気動車を改造したもので、2013年に車両の改造・改装が始まった。当初、同年の10月頃に運行を開始する予定だったが、車両を改造する業者の選定に難航し、さらに相次いで鉄道労協がストライキを起こしたため、運行スケジュールが延期され、2014年5月4日から3両編成で運行を開始した。
料金帯はセマウル号特室料金（JRの特急グリーン車相当）が適用されていた。
北側の先頭車には「鉄馬は走りたい」に象徴される蒸気機関車を、中間車と南側の先頭車には平和を象徴する赤と青の服を着た東西の老若男女が手を取りあった姿がデザインされていた。

## 歴史
- 2013年 - 列車の開発（改造）計画開始。
  - 10月頃に運行を開始する予定だったが列車の改造業者の選定が難航。さらに相次いで鉄道労協がストライキを起こしたため運行スケジュールが延期された。
- 2014年
  - 5月4日 - 京義線のソウル駅 - 都羅山駅間で運行開始。運行開始の式典を行う予定だったが、セウォル号沈没事故の影響で中止。
  - 8月1日 - 京元線のソウル駅 - 白馬高地駅間で運行開始。
- 2016年5月16日 - 京義線系統を龍山駅発着に変更。
- 2017年
  - 5月17日 - 西海線工事に伴い、京義線系統の陵谷駅停車を廃止。
  - 7月1日 - 京元線系統の漢灘江駅停車を廃止し、逍遥山駅への停車を開始。
- 2019年
  - 4月1日 - 京元線の逍遥山 - 漣川間で電化工事を行うため、京元線系統の運行を全区間で休止。
  - 10月2日 - アフリカ豚熱拡散への対策の一環として、京義線系統の運行を全区間で休止[2]。
- 2023年
  - 12月28日 - 使用車両である、9501系気動車の老朽化により廃止。

## 運行路線
- 京義線
- 京元線

## 停車駅
停車駅は2017年7月1日時点の情報である。

### 京義線
龍山駅 - ソウル駅 - 汶山駅 - 雲泉駅 - 臨津江駅 - 都羅山駅
- 毎週月曜日・火曜日と、平日の祝日は運休。都羅山駅は民間人出入統制区域内にあるため、往路は臨津江駅で入境手続き（旅券などの身分証明書が必要）を行うほか、予め復路の乗車券が必要である。

### 京元線
ソウル駅 - 清凉里駅 - 議政府駅 - 東豆川駅 -  逍遥山駅 - 漣川駅 - 新炭里駅 - 白馬高地駅
- 白馬高地駅は韓国内で通常の旅客営業を行う駅としては最北端に位置している。

## 運賃

### ナドゥリパス
2、3日券を発券し、自由席は2日券は50,000ウォン、3日券は70,000ウォンだが、座席指定券は2日券70,000ウォン、3日券は100,000ウォンであった。ナドゥリパスを購入すると、この列車だけでなく、一般列車のセマウル号はもちろん、ムグンファ号の特室も座席を指定して乗車できた。ただし、これらの指定席が満席の場合は立ち席で指定席車を利用するか、自由席の利用となっていた。

### DMZ Pass
この列車は、他の観光列車のパスとは異なり、当日に限り利用が可能であった。京義線DMZ Passは、大人の場合16,000ウォンであり、京元線DMZ Passは23,000ウォンであった。ナドゥリパスとは異なり、63ビル、ソウルシティツアーバス、Nソウルタワー、グランドアンバサダーなど連携のメリットがあった。
料金はソウル - 都羅山間が8900ウォン、ソウル - 白馬高地間が12400ウォン（小人半額）。ただし、都羅山駅・白馬高地駅（往復）で発売時には、民統線立ち入り手続きを踏むため、身分証明書もしくは外国人の場合パスポートを提示しなければならなかった。

## 画像

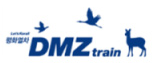
ロゴ
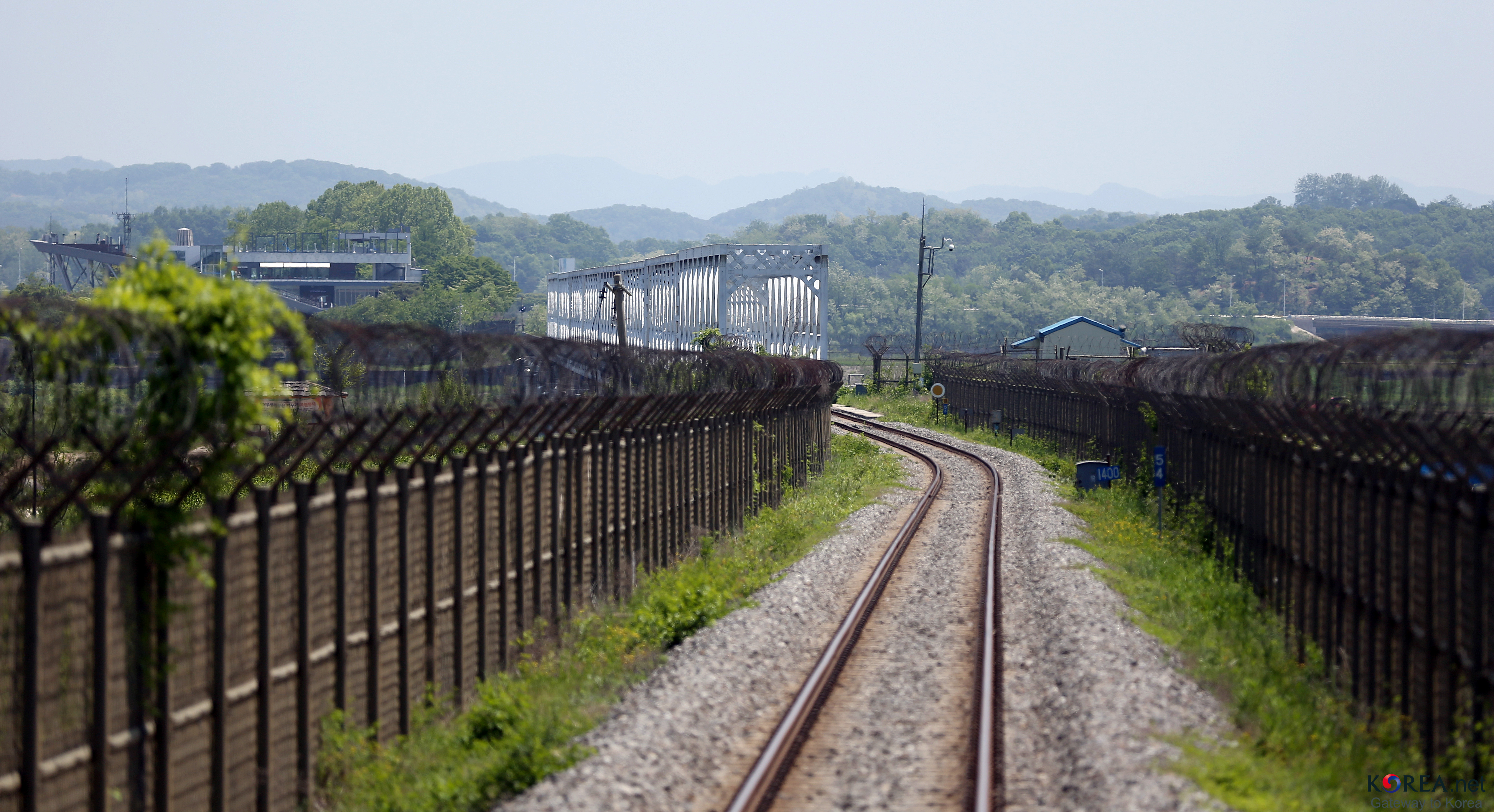
都羅山駅側から見た臨津江鉄橋
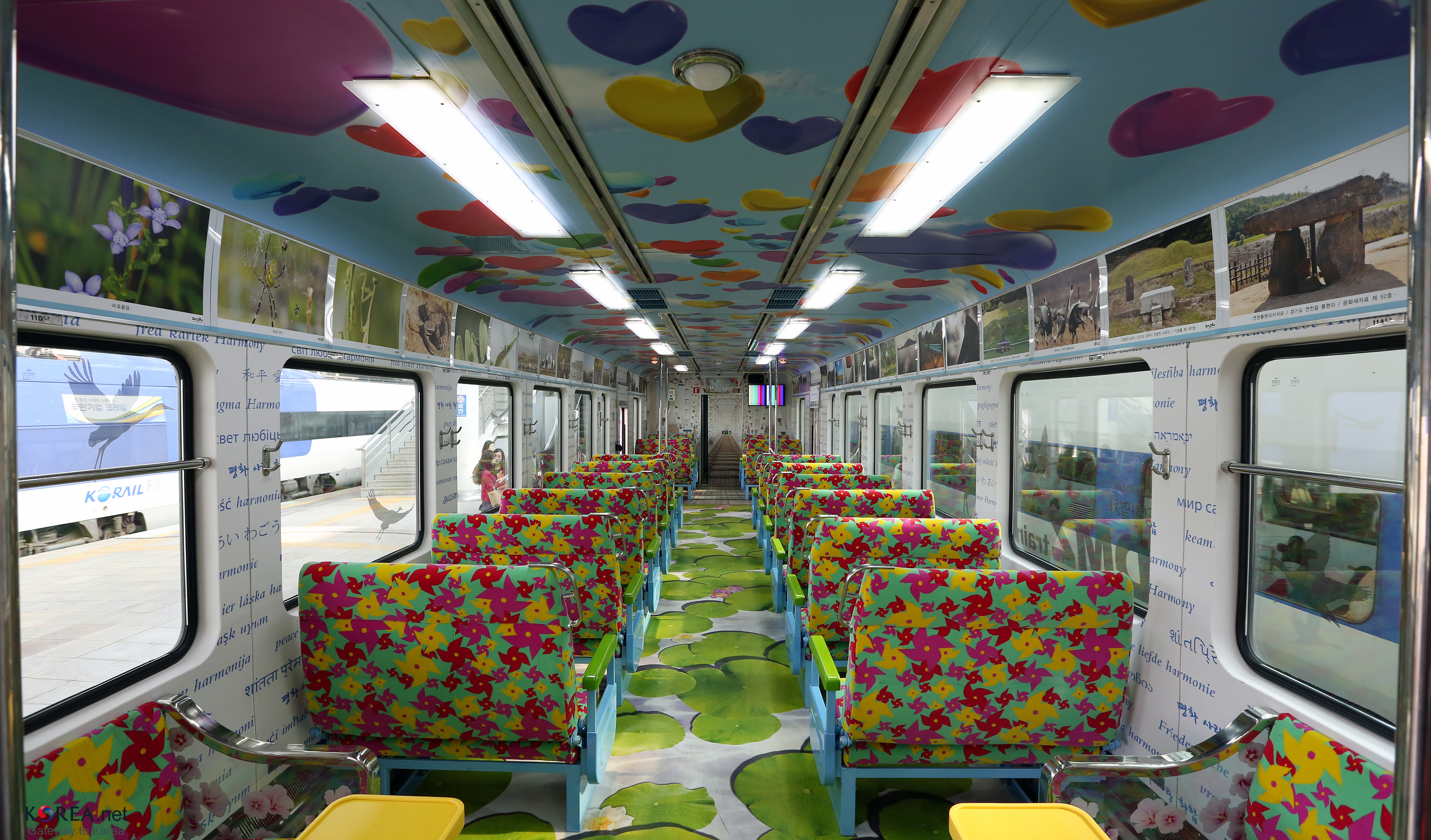
車内
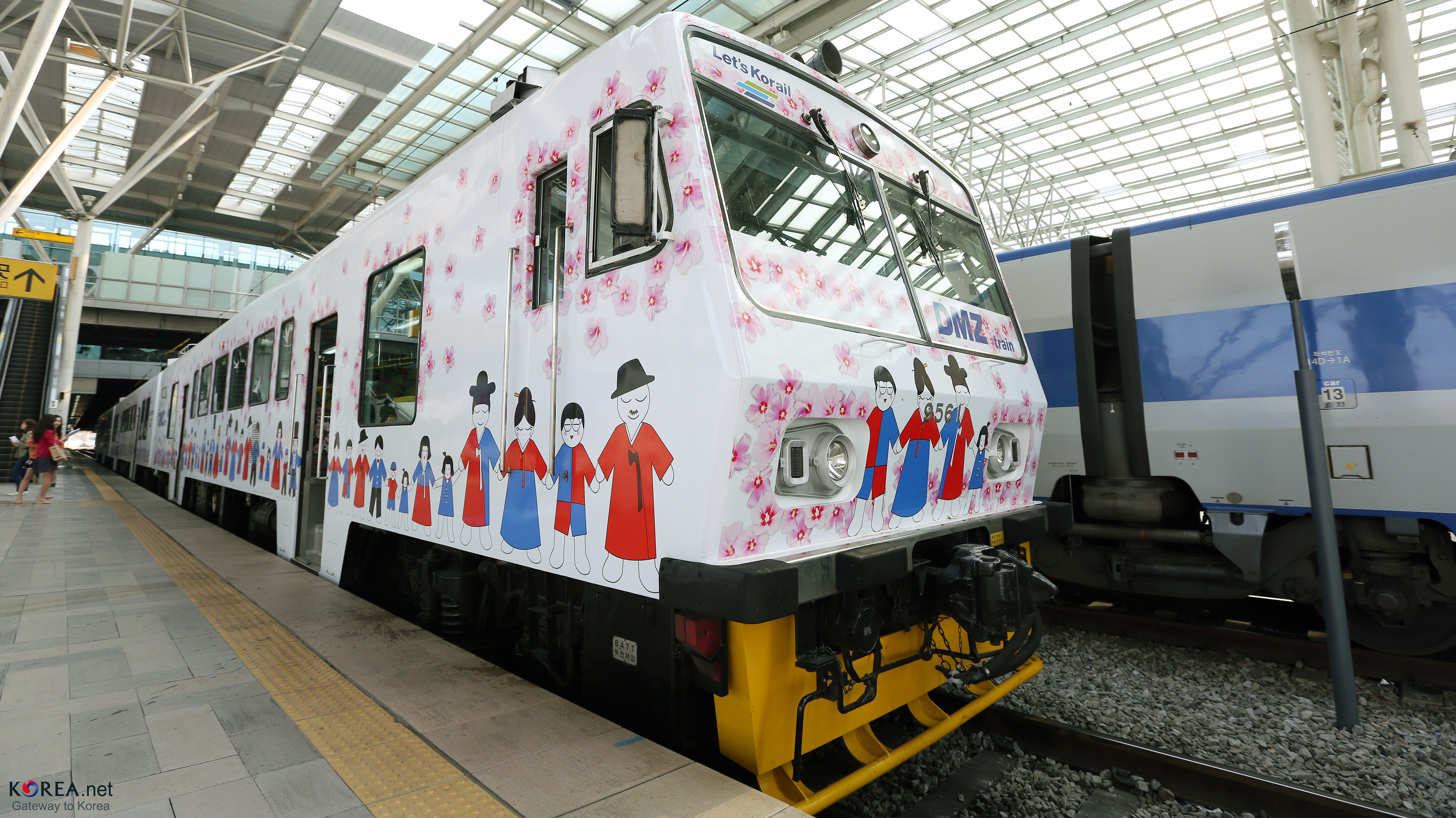
ソウル駅に停車中のDMZ-train